# Hugo Javier Martínez
Hugo Javier Martínez Cantero (Santa Elena, Cordillera, Paraguay; 27 de abril de 2000) es un futbolista paraguayo. Juega de mediocampista y su equipo actual es el Club Libertad de la Primera División de Paraguay. Es internacional absoluto por la selección de Paraguay desde 2021.

## Trayectoria
Realizó las inferiores en el Club Libertad. Debutó en el primer equipo el 25 de octubre de 2018, en el partido que su equipo le ganó 5 a 0 al Club General Caballero Z.C. por los octavos de final de la Copa Paraguay 2018.

## Selección nacional
Debutó en la el 2 de septiembre de 2021 ante Ecuador por las clasificatorias.

## Estadísticas
Actualizado al último partido disputado el 27 de enero de 2023
| Club              | Div.          | Temporada     | Liga  | Liga  | Copas nacionales | Copas nacionales | Copas internacionales | Copas internacionales | Total | Total |
| Club              | Div.          | Temporada     | Part. | Goles | Part.            | Goles            | Part.                 | Goles                 | Part. | Goles |
| ----------------- | ------------- | ------------- | ----- | ----- | ---------------- | ---------------- | --------------------- | --------------------- | ----- | ----- |
| Libertad Paraguay | 1.ª           | 2018          | 6     | 0     | 0                | 0                | 0                     | 0                     | 6     | 0     |
| Libertad Paraguay | 1.ª           | 2019          | 5     | 0     | 0                | 0                | 0                     | 0                     | 5     | 0     |
| Libertad Paraguay | 1.ª           | 2020          | 14    | 0     | 0                | 0                | 5                     | 0                     | 19    | 0     |
| Libertad Paraguay | 1.ª           | 2021          | 21    | 0     | 0                | 0                | 11                    | 2                     | 32    | 2     |
| Libertad Paraguay | 1.ª           | 2022          | 3     | 0     | 0                | 0                | 0                     | 0                     | 3     | 0     |
| Libertad Paraguay | 1.ª           | 2023          | 1     | 0     | 0                | 0                | 0                     | 0                     | 3     | 0     |
| Libertad Paraguay | Total club    | Total club    | 50    | 0     | 0                | 0                | 16                    | 2                     | 68    | 2     |
| Total carrera     | Total carrera | Total carrera | 50    | 0     | 0                | 0                | 16                    | 2                     | 68    | 2     |